# Casta Morucho-Castellana
La Casta Morucho-Castellana es una de las siete castas fundacionales de la raza del toro de lidia reconocidas por la legislación española, que surgió en el siglo XVI y que desapareció en la década del 30. Los toros representativos de esta casta pastaban en la provincia de Valladolid en los municipios de La Pedraja del Portillo, Boecillo, Aldea Mayor de San Martín y Montemayor de Pililla.
Los toros procedentes de esta casta no guardan relación con la raza autóctona de ganado bovino morucho. A esta casta pertenecía la ganadería de Raso de Portillo, considerada como la más antigua de España y cuyos orígenes se rastrean en el siglo XVII.

## Historia
La Casta Morucho-Castellana se origina a partir del siglo XVI a través de la cría de toros que tenían lugar en distintas fincas y explotaciones situadas en los pueblos de la provincia de Valladolid; con reses que procedían de Salamanca, Cáceres y de Navarra y que llegaron a extenderse a otras zonas de Castilla y León como Ávila, Salamanca o puntos de la provincia de Zamora, como Benavente.  Estos animales, en su mayoría, se dedicaban a las labores agrícolas aunque también formaban parte de los espectáculos públicos de las localidades de la región, como capeas, encierros y otro tipo de espectáculos. Fruto de la selección y los cruces realizados por los distintos ganaderos que existían los toros fueron refinándose en su comportamiento y haciéndolos aptos para la lidia.
La primera ganadería en criar y seleccionar animales de esta casta fue en el predio mancomunado de El Raso en La Pedraja de Portillo (Valladolid), surgiendo durante el siglo XVI; pasando a manos privadas en el siglo XVIII, siendo su comprador  el tratante y agricultor Alonso Sánz Arévalo. Bajo la denominación de El Raso del Portillo la ganadería empezó a lidiar en las primeras plazas de España, obteniendo el privilegio real de ser corridos sus toros en primer lugar, en referencia a la antigüedad inmemorial del hierro.

## Características
Según los estudios académicos realizados, los toros de origen morucho-castellano estaban definidos por una serie de características zoomorfas así como de comportamiento. En el análisis histórico realizado por los profesores de la Universidad Complutense de Madrid, Javier Cañón y Julio Fernández, se  extraen las siguientes conclusiones:
- Toros de gran talla, cabeza descarnada, cornivueltos, ojos saltones, cuello largo y cola sedosa.
- Poco esqueleto, estrechos de pecho y caderas, feos de hechuras.
- Entre los colores predominantes estaban el negro con accidentes como bociblanco o bociclaro, listones y bragados.
- Durante la lidia resultaban toros bravos y con pies de salida pero blandos; resultando bastante manos ante el castigo en la suerte de varas.

## Ganaderías relacionadas
El estudio histórico presentado por Cañón y Fernández documentan la existencia de al menos ocho ganaderías bravas de origen morucho-castellano y que se desarrollaron en distintos enclaves de la comunidad de Castilla y León. El único de los hierros que pervive a la actualidad, aunque no conserva nada de su origen morucho-castellano, es la de Raso del Portillo, conservándose el hierro y el nombre de la ganadería por separado.

### Provincia de Ávila
- María Josefa Atienza (Ávila), siglo XVII

### Provincia de León
- Agustín Díaz de Castro (Pajares de los Oteros), anterior a 1788
- Antonio Melgar

### Provincia de Salamanca
- Juan de la Peña Espinosa (Peñaranda de Bracamonte), 1771-1786
- Vicente Bello (Palacios Ribios), anterior a 1790

### Provincia de Valladolid
- Raso de Portillo, siglo XVI - actualidad
- Condesa de Peñafiel (Valoria la Buena), siglo XVIII

### Provincia de Zamora
- Antonio Melgar (Benavente), siglo XVII